# Kalvebæreren (Moschophoros)
Kalvebæreren (græsk: Moschophoros) er en statue af en ung mand på en sokkel.
Den 2,11 m høje arkaiske (oldgræske) marmorstatue menes at være hugget omkring 560 f.Kr. på Akropolis i Athen. Figuren er et eksempel på et arkaisk smil.
Statuen blev fundet i 1864 og står på Akropolismuseet i Athen.